# Dracaena aletriformis
Dracaena aletriformis là một loài thực vật có hoa trong họ Măng tây. Loài này được (Haw.) Bos mô tả khoa học đầu tiên năm 1992.

## Hình ảnh

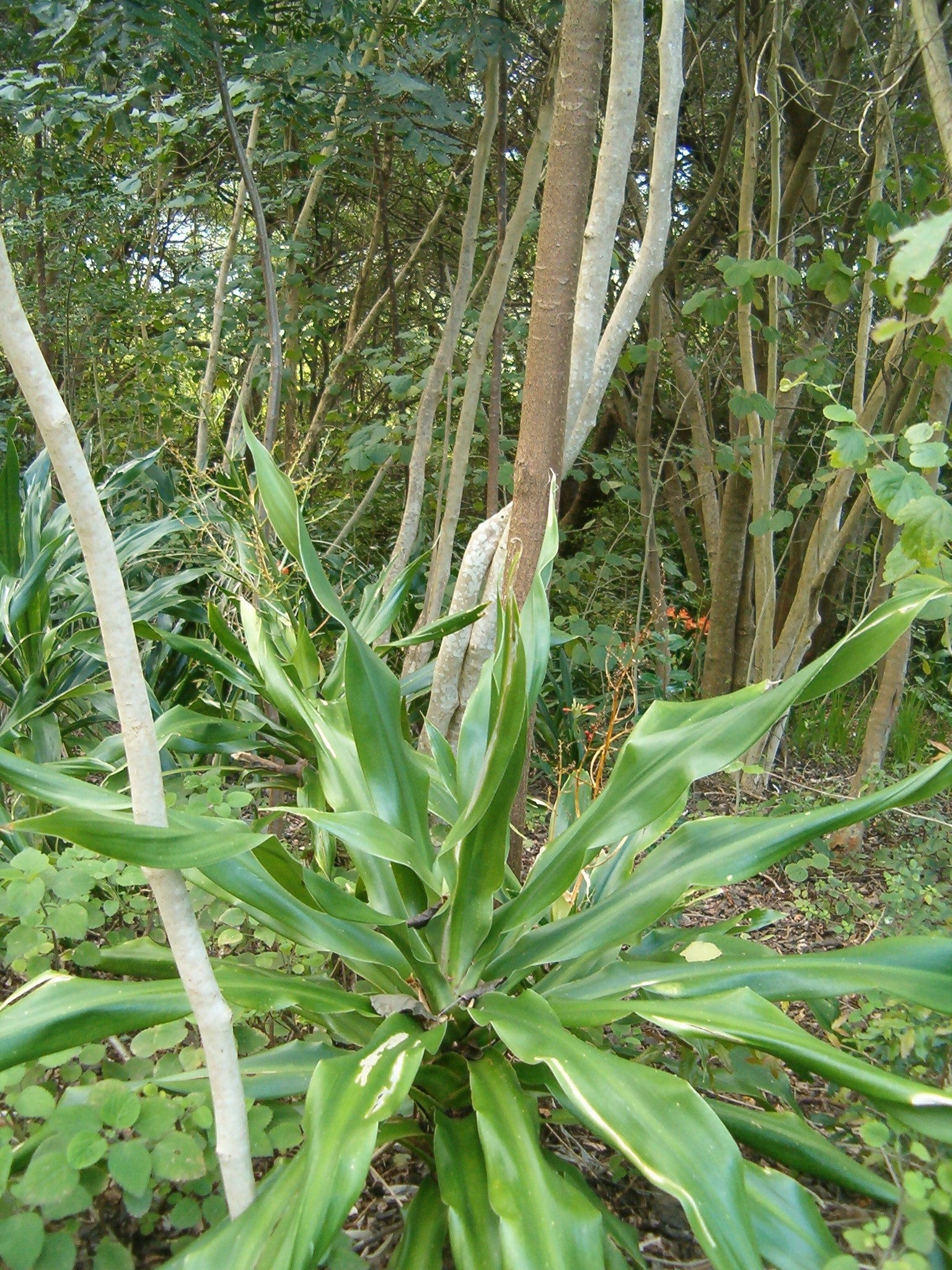
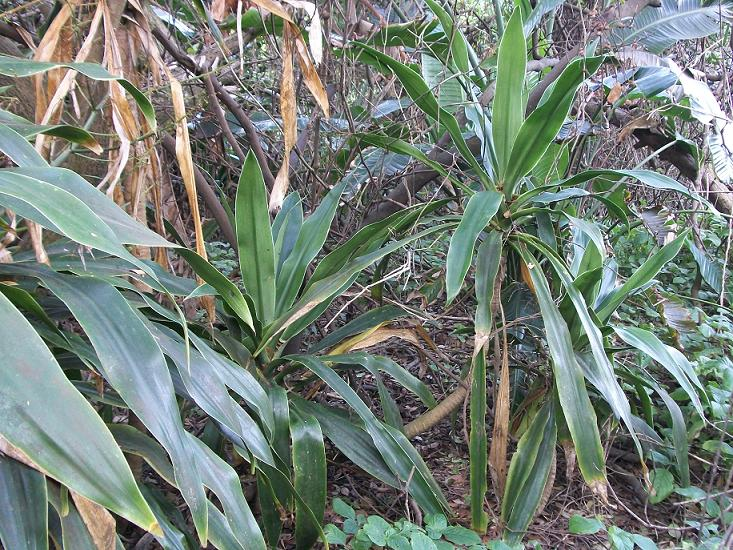
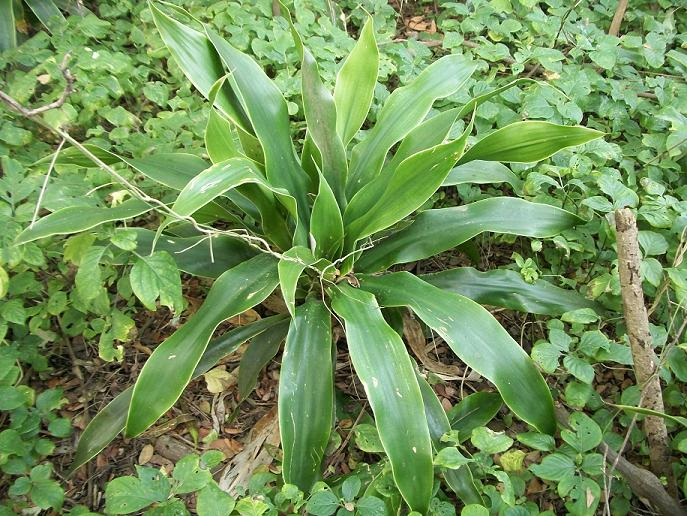
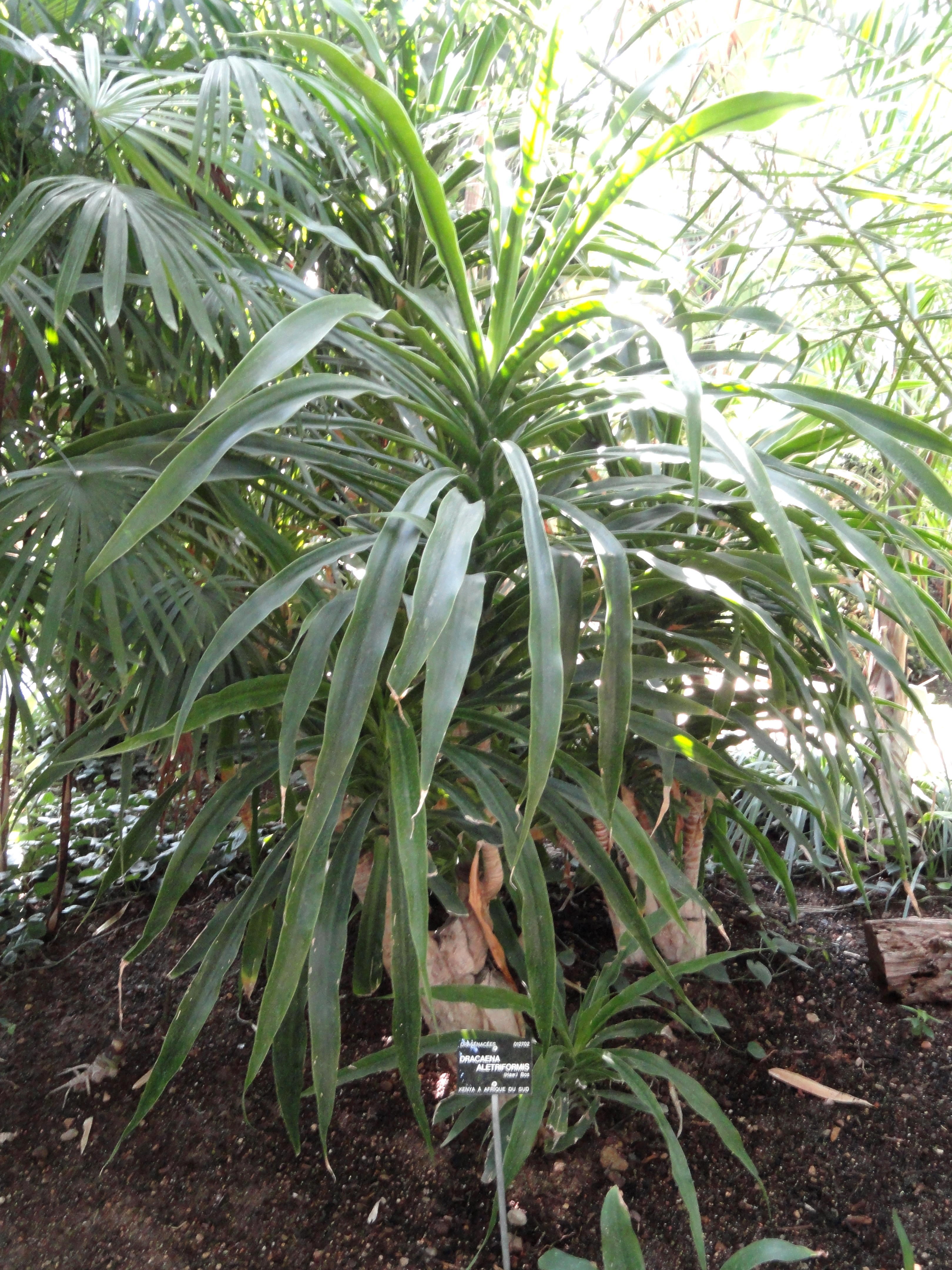